# Melanargia vocontia
Melanargia vocontia är en fjärilsart som beskrevs av Varin 1949. Melanargia vocontia ingår i släktet Melanargia och familjen praktfjärilar. Inga underarter finns listade i Catalogue of Life.